# TelevisaUnivision Content Licensing
TelevisaUnivision Content Licensing (anteriormente conocida como Televisa Internacional) es una división perteneciente a TelevisaUnivision que se encarga de la venta, adquisición y distribución de contenidos (formatos como telenovelas, series de televisión, reality shows, etc.) y canales de televisión por suscripción. Desde el 1 de enero de 2019 hasta mayo de 2022, Fernando Muñiz llevaba el control de Televisa Internacional, tras la fusión de esta última con Televisa Networks. A partir de mayo de 2022, Rita Herring es la encargada de la división, absorbiendo todas las responsabilidades de Muñiz.

## Televisa Networks
Televisa Networks es la subdivisión de Televisa Internacional que se encarga del diseño, producción, programación, distribución y comercialización de los canales de televisión por suscripción de la empresa, cuya cobertura comprende México, Estados Unidos, América Latina, Europa, África y Asia-Pacífico. Fue fundada en 1995, aunque algunos de los canales que la conforman y le preceden ya habían formado parte de servicios de televisión restringida. Desde 2005 hasta la fecha, Fernando Muñiz es el director de Ventas de Televisa Networks.
Anteriormente se llamaba Visat hasta 2004.

### Señales

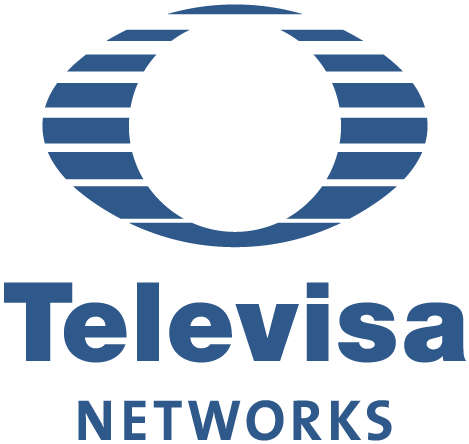
Logotipo de Televisa Networks, usado desde 2016 hasta 2022.

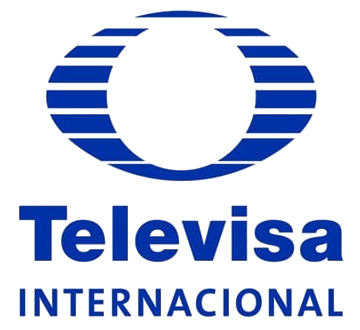
Logotipo de Televisa Internacional, usado desde 2022 hasta 2024.

A continuación se presenta la lista de los distintos canales que opera y distribuye alrededor del mundo, además de sus correspondientes señales.
| Canal                                       | Programación                 |
| ------------------------------------------- | ---------------------------- |
| Las Estrellas Internacional                 | Entretenimiento y variedades |
| Tlnovelas                                   | Entretenimiento y variedades |
| Unicable                                    | Entretenimiento y variedades |
| Univision                                   | Entretenimiento y variedades |
| TLN Network                                 | Entretenimiento y variedades |
| Telemundo Internacional (solo distribución) | Entretenimiento y variedades |
| Bandamax                                    | Entretenimiento y música     |
| Telehit                                     | Entretenimiento y música     |
| Telehit Música                              | Música                       |
| BitMe                                       | Juvenil                      |
| Distrito Comedia                            | Comedia                      |
| Golden                                      | Cine y series                |
| Golden Edge                                 | Cine y series                |
| Golden Premier                              | Cine y series                |
| De Película                                 | Cine mexicano                |
| De Película Clásico                         | Cine mexicano                |
| TUDN                                        | Deportes                     |
| Adrenalina Sports Network                   | Deportes                     |

### Antiguas señales
| Nombre                                          | Tipo              | Notas |
| ----------------------------------------------- | ----------------- | --- |
| ECO (1988-2001)                                 | Noticias          | Fue el primer canal de noticias en español las 24 horas del día. |
| Foro TV (2010-presente)                         | Noticias          | Inicio como un canal de televisión de paga, pero al desaparecer el Canal 4 en agosto de 2010 lo sustituye para convertirse en un canal de televisión abierta. |
| BBC Entertainment (2008-2017)                   | Series            | La señal latina de BBC Entertainment fue lanzada en América Latina gracias a un convenio entre la BBC y Televisa, por lo que inicialmente fue lanzado en SKY México y Cablevisión DF, pero posteriormente el acuerdo venció y el canal ha comenzado a expandirse a otros países. Además de que en 2011, se lanzó su canal hermano BBC HD. |
| Clásico TV (2007-2012)                          | Comedia retro     | La señal de Clásico TV cerró transmisiones el día 30 de septiembre de 2012 dando inicio de sus transmisiones su sucesor Distrito Comedia. |
| American Network (2002-2011)                    | Series y Noticias | Fue un canal que transmitía íntegramente programación de la cadena estadounidense CBS en inglés sin subtítulos. Fue sustituido por el canal Tiin |
| Ritmoson/Ritmoson Latino/RMS (1994-2019)        | Música            | El canal se renovó y cambio de nombre dando paso a Telehit Urbano, pero en 2020 se cambió de nombre a Telehit Música. |
| UFC Network/Fighting Sports Network (2013-2019) | Artes Marciales   | Fue en canal de artes marciales de la UFC. El canal se cambió de nombre dando paso a Fighting Sports Network, pero en 2019 se cambió de nombre a Adrenalina Sports Network |
| Tiin (2011-2019)                                | Juvenil           | Fue un canal dedicado a la audiencia Juvenil que transmitía programas, series y novelas de corte infantil y juvenil. Fue reemplazada por BitMe. |
| TDN (2009-2019)                                 | Deportes          | Fue un canal especializado en la transmisión de contenido deportivo, en 2019 fue remplazado por TUDN. |
| Telenovela Channel (2011-2024)                  | Telenovelas       | Fue un canal dedicado a transmitir las telenovelas de Televisa en Filipinas dobladas al inglés. Fue operado por Beginnings at Twenty Plus, Inc. |

### Paquetes
Televisa ofrece los canales en dos paquetes: el primero, que sólo incluye los abiertos, que vende a 1,7 dólares estadounidenses; y un segundo paquete que incluye los restringidos, que ofrece a 1,96 dólares estadounidenses. Para ello, el licenciatario debe transmitir las señales sin alteraciones o modificaciones; y sin importar un mínimo de suscriptores. No obstante, no permite la compra de señal a empresas que provean telefonía a más de cinco millones de usuarios u operen litigios contra la televisora. Si así ocurre, la televisora modificará sus precios para estandarizar con los licenciatarios que hayan celebrado contrato anteriormente. Esta restricción podría ser vetada si Televisa logra el 30% de las líneas telefónicas a través de sus empresas de cable. Esta acción se debió a que la Comisión Federal de Competencia (CFC) obligó a la televisora a vender sus contenidos de forma separada, para aprobar la alianza de Televisa con Iusacell.